# Liste der Monuments historiques in Distroff
Die Liste der Monuments historiques in Distroff führt die Monuments historiques in der französischen Gemeinde Distroff auf.

## Liste der Objekte
| Bezeichnung                                       | Beschreibung               | Standort             | Kennzeichnung | Schutzstatus | Datum | Bild |
| ------------------------------------------------- | -------------------------- | -------------------- | ------------- | ------------ | ----- | ---- |
| Takenplatte                                       | Gusseisen, bezeichnet 1574 | in der Mairie (Lage) | PM57001092    | Inscrit      | 2010  |      |
| Gemälde Lothringer Portland-Cement-Werke Diesdorf | mit Rahmen; um 1900        | in der Mairie (Lage) | PM57001091    | Inscrit      | 2010  |      |